# Київська пектораль (2006)
14-та церемонія вручення нагород театральної премії «Київська пектораль»

27 березня 2006 року
< 13-та Церемонії вручення 15-та >
14-та церемонія нагородження премії «Київська пектораль» за заслуги в галузі театрального мистецтва за 2005 рік відбулась 27 березня 2006 року в приміщенні Національно драматичного театру імені Івана Франка.

## Переможці та номінанти
★Переможців виділено окремим кольором.

### Основні категорії
| Категорії                                       | Лауреати та номінанти | Лауреати та номінанти | Лауреати та номінанти |
| ----------------------------------------------- | --- | --- | --- |
| Найкраща драматична вистава                     | ★ «Ромео і Джульєтта» (режисер Олексій Лісовець, Київський академічний театр драми і комедії на лівому березі Дніпра)                         | ★ «Ромео і Джульєтта» (режисер Олексій Лісовець, Київський академічний театр драми і комедії на лівому березі Дніпра)                     | ★ «Ромео і Джульєтта» (режисер Олексій Лісовець, Київський академічний театр драми і комедії на лівому березі Дніпра)                     |
| Найкраща драматична вистава                     | • «Кількість (Усі його сини)» (реж. Віталій Малахов, Національний академічний театр російської драми імені Лесі Українки)                     | | |
| Найкраща драматична вистава                     | • «Сірано де Бержерак» (реж. Андрій Білоус, Київський академічний театр драми і комедії на лівому березі Дніпра)                              | | |
| Найкраща режисерська робота                     | | ★ Олексій Лісовець — «Ромео і Джульєтта». Київський академічний театр драми і комедії на лівому березі Дніпра                             | ★ Олексій Лісовець — «Ромео і Джульєтта». Київський академічний театр драми і комедії на лівому березі Дніпра                             |
| Найкраща режисерська робота                     | • Віталій Малахов — «Кількість (Усі його сини)». Національний академічний театр російської драми імені Лесі Українки                          | | |
| Найкраща режисерська робота                     | • Олександр Крижанівський — «Майстер і Маргарита». Новий драматичний театр на Печерську                                                       | | |
| Найкраща вистава камерної сцени                 | | ★ «Моє сторіччя» (режисер Віталій Малахов, Київський драматичний театр на Подолі)                                                         | ★ «Моє сторіччя» (режисер Віталій Малахов, Київський драматичний театр на Подолі)                                                         |
| Найкраща вистава камерної сцени                 | • «Випадкове танго» (реж. Володимир Борисюк, Київська академічна майстерня театрального мистецтва «Сузір'я»)                                  | | |
| Найкраща вистава камерної сцени                 | • «Майстер і Маргарита» (реж. Олександр Крижанівський, Новий драматичний театр на Печерську)                                                  | | |
| Найкраща сценографія                            | ★ Михайло Френкель — «Лісова пісня». Київський академічний театр юного глядача на Липках                                                      | ★ Михайло Френкель — «Лісова пісня». Київський академічний театр юного глядача на Липках                                                  | ★ Михайло Френкель — «Лісова пісня». Київський академічний театр юного глядача на Липках                                                  |
| Найкраща сценографія                            | • Андрій Александрович-Дочевський — «Соло-мія». Національний академічний драматичний театр імені Івана Франка                                 | | |
| Найкраща сценографія                            | • Олена Богатирьова — «В моїм завершенні – початок мій...». Київський національний академічний Молодий театр                                  | | |
| Найкращий режисерський дебют                    | | ★ Світлана Шекера — «Ключа немає». Театр «Ательє 16»                                                                                      | ★ Світлана Шекера — «Ключа немає». Театр «Ательє 16»                                                                                      |
| Найкращий режисерський дебют                    | • Лариса Семирозуменко — «Наймичка». Київський національний академічний Молодий театр                                                         | | |
| Найкращий режисерський дебют                    | • Ірина Стежка — «Вождь червоношкірих». Київський академічний театр юного глядача на Липках                                                   | | |
| Найкращий акторський дебют                      | | ★ Ольга Лук'яненко — за роль Джульєтти у виставі «Ромео і Джульєтта», Київський академічний театр драми і комедії на лівому березі Дніпра | ★ Ольга Лук'яненко — за роль Джульєтти у виставі «Ромео і Джульєтта», Київський академічний театр драми і комедії на лівому березі Дніпра |
| Найкращий акторський дебют                      | • Юлія Вдовенко — за роль Жанни д'Арк у виставі «Біла ворона», Бенюк і Хостікоєв (театральна компанія)                                        | | |
| Найкращий акторський дебют                      | • Олександр Форманчук — за роль Голоса у виставі «Соло-мія», Національний академічний драматичний театр імені Івана Франка                    | | |
| Найкраще виконання чоловічої ролі               | | ★ Ахтем Сеїтаблаєв — за роль Ромео у виставі «Ромео і Джульєтта», Київський академічний театр драми і комедії на лівому березі Дніпра     | ★ Ахтем Сеїтаблаєв — за роль Ромео у виставі «Ромео і Джульєтта», Київський академічний театр драми і комедії на лівому березі Дніпра     |
| Найкраще виконання чоловічої ролі               | • Микола Боклан — за роль Сірано у виставі «Сірано де Бержерак», Київський академічний театр драми і комедії на лівому березі Дніпра          | | |
| Найкраще виконання чоловічої ролі               | • Віталій Лінецький — за роль Попріщіна у виставі «Из мира аднаво в другой...», Національний Центр Театрального Мистецтва ім. Леся Курбаса    | | |
| Найкраще виконання жіночої ролі                 | | ★ Галина Ткач — за роль Малу, у виставі «Моє сторіччя», Київський драматичний театр на Подолі                                             | ★ Галина Ткач — за роль Малу, у виставі «Моє сторіччя», Київський драматичний театр на Подолі                                             |
| Найкраще виконання жіночої ролі                 | • Олеся Власова — за роль Маргарити у виставі «Майстер і Маргарита», Новий драматичний театр на Печерську                                     | | |
| Найкраще виконання жіночої ролі                 | • Ася Середа — за роль Елізи Дулітл у виставі «Моя чарівна леді», Київський національний академічний театр оперети                            | | |
| Найкраще виконання чоловічої ролі другого плану | | ★ Петро Панчук — за роль Возного у виставі «Наталка Полтавка», Національний академічний драматичний театр імені Івана Франка              | ★ Петро Панчук — за роль Возного у виставі «Наталка Полтавка», Національний академічний драматичний театр імені Івана Франка              |
| Найкраще виконання чоловічої ролі другого плану | • Олександр Бондаренко — за ролі у виставі «Весь Шекспір за один вечір», Національний академічний театр російської драми імені Лесі Українки  | | |
| Найкраще виконання чоловічої ролі другого плану | • Дмитро Лук’янов — за роль Капулетті у виставі «Ромео і Джульєтта», Київський академічний театр драми і комедії на лівому березі Дніпра      | | |
| Найкраще виконання жіночої ролі другого плану   | | ★ Лариса Руснак — за роль Нусі у виставі «Соло-мія», Національний академічний драматичний театр імені Івана Франка                        | ★ Лариса Руснак — за роль Нусі у виставі «Соло-мія», Національний академічний драматичний театр імені Івана Франка                        |
| Найкраще виконання жіночої ролі другого плану   | • Олеся Жураківська — за роль Годувальниці у виставі «Ромео і Джульєтта», Київський академічний театр драми і комедії на лівому березі Дніпра | | |
| Найкраще виконання жіночої ролі другого плану   | • Валерія Чайковська — за роль матері Лукаша у виставі «Лісова пісня». Київський академічний театр юного глядача на Липках                    | | |
| Найкраща вистава для дітей                      | ★ «Моя чарівна Попелюшка» (режисер Олена Негреску, Київська академічна майстерня театрального мистецтва «Сузір'я»)                            | ★ «Моя чарівна Попелюшка» (режисер Олена Негреску, Київська академічна майстерня театрального мистецтва «Сузір'я»)                        | |
| Найкраща вистава для дітей                      | • «Вождь червоношкірих» (реж. Віталій Малахов, Київський академічний театр юного глядача на Липках)                                           | | |
| Найкраща музична вистава                        | ★ «Фауст» (режисер Маріо Корраді, Національний театр опери та балету ім. Т. Шевченка)                                                         | ★ «Фауст» (режисер Маріо Корраді, Національний театр опери та балету ім. Т. Шевченка)                                                     | |
| Найкраща музична вистава                        | • «Біла ворона» (реж. Анатолій Хостікоєв, Бенюк і Хостікоєв (театральна компанія))                                                            | | |
| Найкраща музична вистава                        | • «Моя чарівна леді» (реж. Богдан Струтинський, Київський національний академічний театр оперети)                                             | | |
| Найкраще музичне оформлення вистави             | ★ Олег Скрипка — «Наталка Полтавка». Національний академічний драматичний театр імені Івана Франка                                            | ★ Олег Скрипка — «Наталка Полтавка». Національний академічний драматичний театр імені Івана Франка                                        | |
| Найкраще музичне оформлення вистави             | • В'ячеслав Назаров — «Моя чарівна Попелюшка». Київська академічна майстерня театрального мистецтва «Сузір'я»                                 | | |
| Найкраще музичне оформлення вистави             | • Михайло Чембержі — «Гра на клавесині». Театр «Колесо»                                                                                       | | |
| Найкраще пластичне вирішення вистави            | ★ Наталя Осипенко — «Соло-мія». Національний академічний драматичний театр імені Івана Франка                                                 | ★ Наталя Осипенко — «Соло-мія». Національний академічний драматичний театр імені Івана Франка                                             | |
| Найкраще пластичне вирішення вистави            | • Дмитро Каракуц — «Біла ворона». Бенюк і Хостікоєв (театральна компанія)                                                                     | | |
| Найкраще пластичне вирішення вистави            | • Алла Рубіна — «Лісова пісня». Київський академічний театр юного глядача на Липках                                                           | | |

### Номінації від Організаційного комітету
- Премію за вагомий внесок у розвиток театрального мистецтва вручили Ігорю Безгіну, Сергію Єфремову, а також Олені Пальчун.
- Нагороду «Подія року» журі присудило колективу Національного театру російської драми імені Лесі Українки.